# Minaccia
Una minaccia è una frase o azione tesa a intimorire con la prospettiva di un danno o di un male nei confronti di qualcuno. Nei casi più gravi, nel diritto penale italiano, è un reato previsto dall'art. 612 del codice penale italiano.

## Disciplina normativa
La norma recita:
 Chiunque minaccia ad altri un ingiusto danno è punito, a querela della persona offesa, con la multa fino a euro 1 032.
Se la minaccia è grave, o è fatta in uno dei modi indicati nell'articolo 339, la pena è della reclusione fino a un anno e si procede d'ufficio.